# Горбачёв, Михаил Никифорович
Михаил Никифорович Горбачёв (1917—1955) — гвардии майор Советской Армии, участник Великой Отечественной войны, Герой Советского Союза (1944).

## Биография
Михаил Горбачёв родился 7 ноября 1917 года в Тифлисе (ныне — Тбилиси, Грузия) в рабочей семье. Получил неполное среднее образование, работал мастером-зеркальщиком. В 1938 году Горбачёв был призван на службу в Рабоче-крестьянскую Красную Армию. В 1940 году он окончил Сталинградскую военную авиационную школу пилотов. Проходил службу младшим лётчиком самолёта «ТБ-3» 14-го тяжёлого бомбардировочного авиаполка Киевского военного округа в городе Борисполе, накануне войны стал командиром самолёта. С июня 1941 года — на фронтах Великой Отечественной войны. Принимал участие в боях на Юго-Западном и Южном фронтах, затем в составе Авиации дальнего действия СССР. Летал на самолётах «ТБ-3» и «Ли-2». Участвовал в грузовых перевозках самолётами в блокадный Ленинград и оккупированный Крым. Так, крымским партизанам экипаж Горбачёва доставил 12 тонн боеприпасов и 7 тонн продовольствия.
К ноябрю 1943 года гвардии старший лейтенант Михаил Горбачёв командовал отрядом 11-го гвардейского авиаполка дальнего действия, 9-й гвардейской авиадивизии дивизия дальнего действия, 6-го авиакорпуса АДД СССР. К тому времени он совершил 206 боевых вылетов на бомбардировку скоплений боевой техники и живой силы противника, сбросив в общей сложности 235 тысяч килограмм бомб различного калибра.
Указом Президиума Верховного Совета СССР от 13 марта 1944 года за «образцовое выполнение боевых заданий командования на фронте борьбы с немецкими захватчиками и проявленные при этом мужество и героизм» гвардии старший лейтенант Михаил Горбачёв был удостоен высокого звания Героя Советского Союза с вручением ордена Ленина за номером 17748 и медали «Золотая Звезда» за номером 3375.
К концу войны Горбачёв уже командовал эскадрильей. В 1950 году в звании майора он был уволен в запас. Проживал и работал в Магадане. Трагически погиб, попав под трамвай 6 августа 1955 года в Мариуполе, где находился в отпуске у родственников. Похоронен на старом городском кладбище Мариуполя.
Был также награждён орденами Красного Знамени, Отечественной войны 1-й степени, Красной Звезды, а также рядом медалей.